# Kaló Chorió (Larnaca)
Pour les articles homonymes, voir Kaló Chorió.
Kaló Chorió (grec moderne : Καλό Χωριό) est un village de Chypre de plus de 1 518 habitants.